# Ella Eyre
Ella McMahon, známá pod uměleckým pseudonymem Ella Eyre, (1. dubna 1994 Londýn) je britská zpěvačka a textařka. Úspěch v hudební kariéře zaznamenala v roce 2013, když vydala ve spolupráci s hudební skupinou Rudimental singl „Waiting All Night“, který se vyšplhal na první příčku britské hitparády a v roce 2014 získal ocenění singl roku na udílení cen BRIT Awards. Mezi další úspěšné singly patří píseň „Gravity“ produkovaná ve spolupráci s DJ Freshem. Její debutové EP s názvem Deeper vyšlo v roce 2013 a debutové album Feline představila v roce 2015. Hudebně ji ovlivnili zejména Lauryn Hillová, Etta Jamesová, Basement Jaxx nebo Hans Zimmer.

## Dětství a vzdělání
Ella Eyre se narodila v Ealingu v západním Londýně. Její otec je jamajského původu a matka pochází z Malty. Než se vydala na profesionální hudební dráhu, věnovala se plavání.
Navštěvovala střední školu Millfield a BRIT School, kde se věnovala hudebnímu divadlu. V roce 2011 si ji všiml manažer při hlasových zkouškách a v červenci 2012 uzavřela spolupráci s vydavatelstvím Warner/Chappell Music a krátce na to podepsala smlouvu s hudebním vydavatelstvím Virgin EMI.

## Hudební kariéra
V prosinci 2012 spolupracovala s britskou indie-rockovou hudební skupinou Bastille na coververzích dvou songů, a to písní „No Scrubs“ skupiny TLC a „Angels“ hudební skupiny the xx. Úspěch v kariéře zaznamenala v dubnu 2013 při spolupráci s elektronickou hudební skupinou Rudimental na jejich společné písni „Waiting All Night“. Singl se v britské hitparádě UK Singles Chart vyšplhal na nejvyšší příčku. V srpnu 2013 se objevila jako vokalistka po boku rappera Wiz Khalify v písni „Think About It“ producenta Naughty Boy. V listopadu 2013 byl tento song uveden jako čtvrtý singl alba Hotel Cabana. Spolupracovala také na songu „Someday (Place in the Sun)“ rappera Tinieho Tempaha z alba Demonstration, který nikdy nevyšel jako samostatný singl, ačkoliv se v hitparádě jednotlivců umístil na 87. pozici.
V prosinci 2013 vyšlo její debutové EP Deeper, jehož titulní píseň dosáhla 72. příčky. Za rok 2014 obdržela ocenění za druhé místo ve výběru kritiků při udělování cen BRIT Awards a také druhé místo v anketě Sound of... V letech 2014 a 2015 vydala tři sólové singly, a to písně „If I Go“, „Comeback“ a „Together“, které se všechny umístily mezi top 20 singly hitparády UK Singles Charts. Jako textařka se také podílela na singlu „Changing“ hudebního dua Sigma a zpěvačky Palomy Faith, jenž se v září 2014 dostal v britské hitparádě na první pozici žebříčku. Poté obdržela cenu MOBO Awards pro nejlepšího nováčka.
V únoru 2015 vyšel singl „Gravity“ britského DJ Freshe, na kterém se Ella Eyre spolupodílela. V květnu 2015 napsala text k songu „Black Smoke“, který zazpívala na soutěži Eurovision Song Contest 2015 německá zpěvačka Ann Sophie. V průběhu roku 2015 podporovala koncertní turné zpěváka Ollyho Murse a stala se tváří reklamní kampaně na parfém Diamonds značky Emporio Armani. V srpnu 2015 vydala debutové album Feline, které bylo následováno představením singlu „Good Times“. Během září 2015 byla uvedena její coververze písně „Swing Low, Sweet Chariot“, kterou nazpívala jako úvodní píseň pro Mistrovství světa v ragby 2015. V listopadu 2015 získala ocenění MOBO Award pro nejlepší zpěvačku. Následovalo její koncertní turné po Spojeném království. V roce 2016 se objevila v reality show Drive.

## Diskografie

### Studiová alba
- Feline (2015)